# Luke Bolton
Luke Philip Bolton (Stockport, Gran Mánchester, 7 de octubre de 1999) es un futbolista británico que juega como extremo y lateral en el Wrexham, club de la EFL League One.
Bolton comenzó su carrera en el Manchester City y pasó un tiempo cedido en el Wycombe Wanderers, donde debutó como profesional, el Luton Town y el Dundee United escocés. En enero de 2022 fichó por el Salford City.

## Carrera

### Manchester City
Nacido en Stockport, Bolton jugó en el EFL Trophy 2018-19 para el Manchester City sub-21 contra el Barnsley y el Rochdale, y fue incluido en la convocatoria del Manchester City para la Liga de Campeones. Fue suplente no utilizado en el partido de vuelta de semifinales de la EFL Cup del City contra el Burton Albion el 23 de enero de 2019, y al día siguiente se unió al club de la League One Wycombe Wanderers en calidad de cedido hasta el final de la temporada. Debutó en la English Football League el 26 de enero como suplente en la segunda parte en la victoria por 1-0 en casa contra el Plymouth Argyle.
Bolton se incorporó al Luton Town en calidad de cedido para la temporada 2019-20. A continuación, fue cedido al Dundee United, club de la Scottish Premiership, para la temporada 2020-21. El primer gol de Bolton con la selección absoluta llegó durante su estancia en Escocia, al marcar el gol del empate en el último minuto en un partido contra el Hibernian (1-1) el 19 de diciembre.

### Salford City
Bolton fichó de forma permanente por el Salford City, equipo de la EFL League Two, en enero de 2022, firmando un contrato hasta junio de 2024. Explicó que su motivo para fichar por el Salford era jugar al fútbol masculino de forma constante. Debutó con el club el 8 de febrero como suplente en el minuto 80 en un partido de liga contra el Sutton United.

### Wrexham
El 1 de febrero de 2024, Bolton se unió a su rival de la League Two, el Wrexham, en un acuerdo de dos años y medio por una cantidad no revelada.

## Selección nacional
Ha representado a Inglaterra en la categoría sub-20 y formó parte de la selección que ganó el Torneo de Toulon 2017.

## Estilo de juego
Durante su estancia en el Luton, jugó principalmente de lateral, en lugar de en su posición habitual de extremo.

## Clubes
| Club                       | País             | Año       |
| -------------------------- | ---------------- | --------- |
| Manchester City            | Inglaterra       | 2018-2022 |
| Wycombe Wanderers (cedido) | Inglaterra       | 2019      |
| Luton Town (cedido)        | Inglaterra       | 2019-2020 |
| Dundee United (cedido)     | Inglaterra       | 2020-2021 |
| Salford City               | Inglaterra       | 2022-2024 |
| Wrexham                    | Inglaterra Gales | 2025-act. |

## Honores
Wrexham
- EFL League Two runner-up: 2023–24[14]

Inglaterra sub-20
- Torneo Esperanzas de Toulon: 2017[3]